# 清水長雄
清水 長雄（しみず ながお、1900年10月15日 - 1972年8月2日）は、日本の政治家。東京都議（7期）、第8代都議会副議長、第14代都議会議長を歴任した。

## 経歴
1900年10月15日、山梨県に生まれる。1947年8月30日の東京都議会議員補欠選挙で新宿区選挙区より立候補して、初当選する。その後、地方自治法第百条第七項証言調査特別委員会委員長（1952年から1953年）、都議会自由党幹事長（1952年から1953年）を歴任した。1953年6月に第8代東京都議会副議長に就任した。1954年6月に副議長を退任した。その後、都議会自由党幹事長（再任・1955年）、都議会自民党政調会長（1955年から1956年）を歴任した。1958年8月に第14代東京都議会議長に就任した。また、全国都道府県議会議長会会長も務めた。1959年4月に議長を退任した。その後は、各会計決算審査特別委員会委員長（1960年から1961年）、企画総務首都整備委員会委員長（1964年から1965年）、都議会自民党幹事長（1966年から1967年）、懲罰特別委員会委員長（1970年）、予算特別委員会委員長（1972年）を歴任した。1972年8月2日に議員在職中のまま死去した。

## 栄典
- 1964年 - 藍綬褒章[1]
- 没後 - 勲三等旭日中綬章[1]